# There Is No Direction
Pour plus de détails, voir Fiche technique et Distribution.
There Is No Direction est un documentaire français réalisé par Sarah Bertrand et sorti en 2005.

## Synopsis
Portraits filmés en super 8 de plusieurs cinéastes internationaux, parmi lesquels Abel Ferrara, Spike Lee, Emir Kusturica, Larry Clark, Youssef Chahine, Jonas Mekas.

## Fiche technique
- Titre : There Is No Direction
- Réalisation : Sarah Bertrand
- Scénario : Sarah Bertrand
- Photographie : Sarah Bertrand
- Son : Sébastien Noiré - Mixage : Emmanuel Croset
- Musique : Frédéric Ozanne
- Montage : Sarah Bertrand, Nicolas Sarkissian et Isabela Monteiro de Castro
- Sociétés de production : Temps Noir - Muse Films - Central Films
- Pays de production :  France
- Durée : 35 minutes
- Dates de sortie : 
  - Pays Bas : janvier 2005 (présentation au festival de Rotterdam)
  - France : 15 novembre 2006 (sortie  nationale)[1]

## Sélections
- Festival international du film de Rotterdam 2005[2]
- Festival de Cannes 2005[3]